# Rio Vaza-Barris
O Rio Vaza-Barris é um curso de água que banha os estados da Bahia e Sergipe. Sua nascente localiza-se no sopé da Serra dos Macacos, sertão da Bahia, próximo ao município de Uauá.

## Características
Geograficamente, o ponto exato onde suas águas brotam é uma várzea denominada Alagadiço Grande, que é normalmente seco, só aparecendo quando chove. Em seu curso natural, mais à frente, forma a Lagoa dos Pinhões, que é o referencial de sua nascente, já que é mais estável na época da seca.
O Vaza-Barris é um rio perene com cerca de 450 quilômetros de comprimento, que atravessa a Bahia e Sergipe, desaguando no litoral sergipano, no local denominado Mosqueiro. Em seu percurso, localiza-se a Cachoeira de Macambira, no município de Macambira, em Sergipe. Nesse local forma um desfiladeiro com aproximadamente 18 metros de altura, originado por ruptura geológica do rio Jacoca, afluente do rio Vaza-Barris.
Em 1893, foi fundado às margens do rio Vaza-Barris, o Arraial de Canudos, no norte da Bahia.
Em abril de 1968, foi construído o Açude de Cocorobó, ainda no sertão baiano, local onde ocorreu a histórica Guerra de Canudos.
A área da bacia hidrográfica do rio Vaza-Barris é de 16 183,25 km² e abrange 30 municípios. Sua população foi estimada em 891 426 habitantes em 2020.

## Galeria de imagens

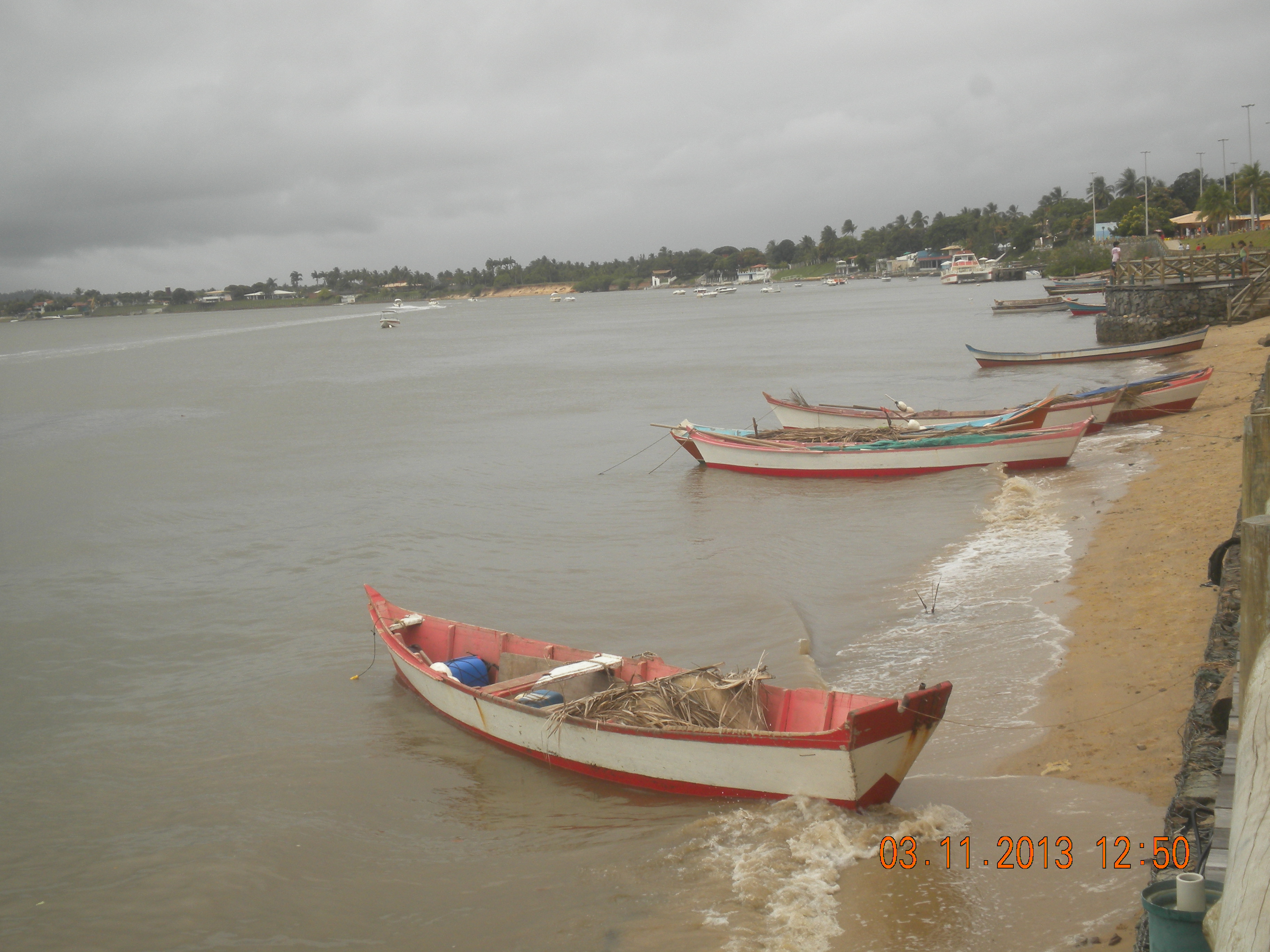
Visão do rio Vaza-Barris na região conhecida como Orla Pôr do Sol, local de plena natureza, prática de Stand up paddle em Aracaju
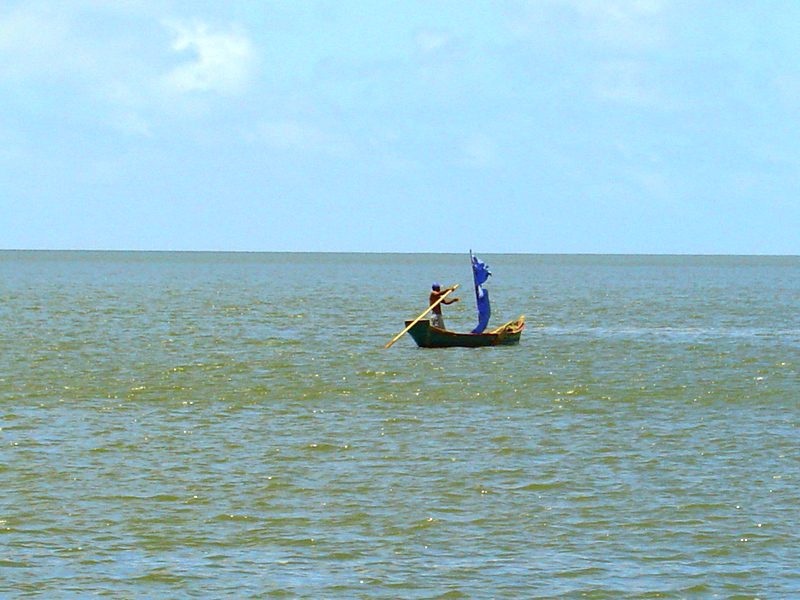
Foz do rio Vaza-Barris no bairro Mosqueiro em Aracaju
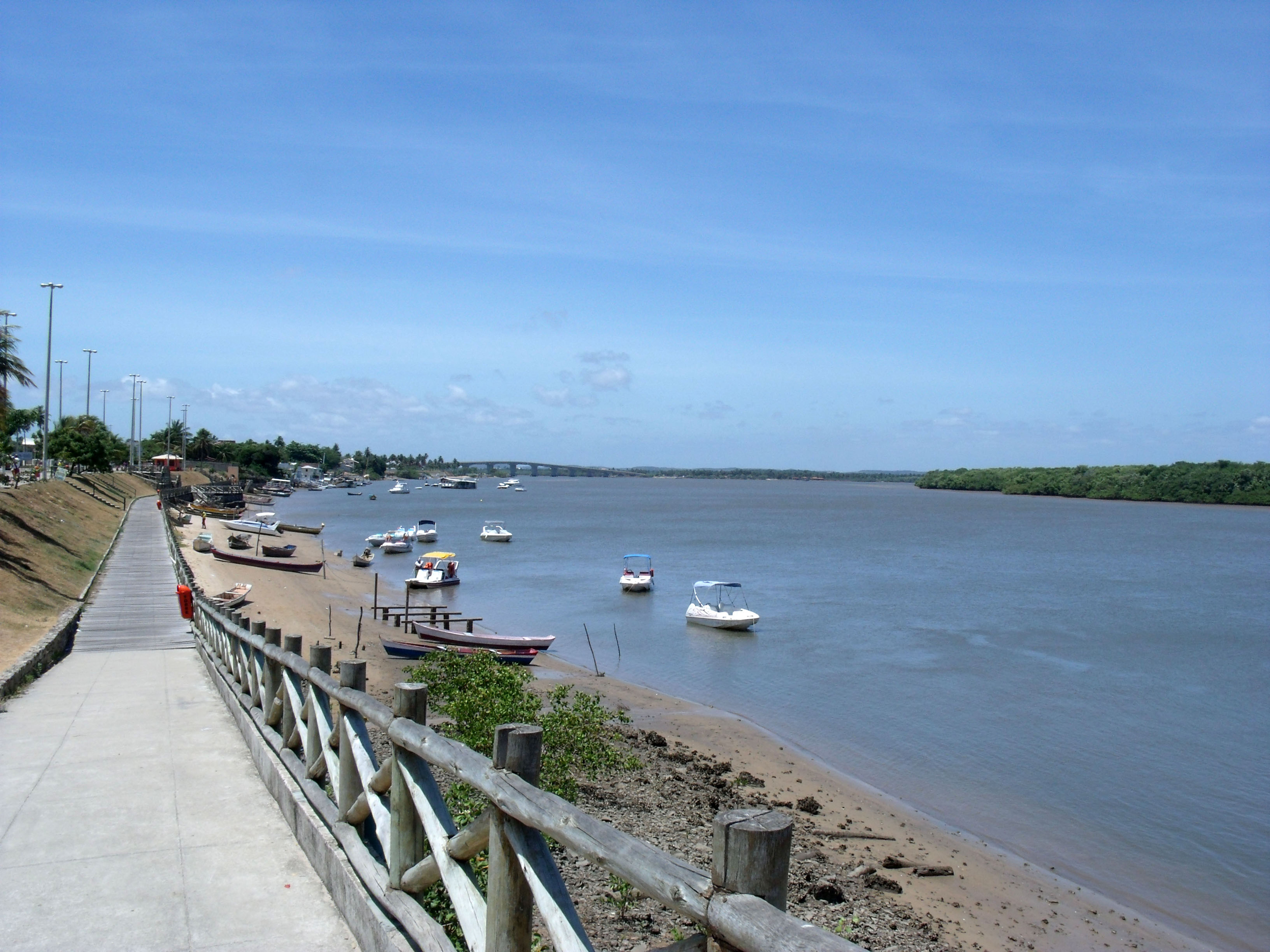
Orla do Mosqueiro às margens do rio Vaza-Barris em Aracaju